# Schlossberg mit Ruine Flochberg
Das Natur- und Landschaftsschutzgebiet Schloßberg mit Ruine Flochberg liegt im baden-württembergischen Ostalbkreis auf dem Gebiet der Stadt Bopfingen.

## Kenndaten
Die Gebiete wurden mit einer gemeinsamen Verordnung des Regierungspräsidiums Stuttgart vom 12. Juni 2002 als Natur- und Landschaftsschutzgebiet ausgewiesen. Das NSG wird unter der Schutzgebietsnummer 1.250, das LSG unter der Nummer 1.36.062 geführt. Der CDDA-Code für das Naturschutzgebiet lautet 165420 und entspricht der WDPA-ID. Die WDPA-ID des Landschaftsschutzgebiets lautet 324195.

## Lage
Die Schutzgebiete liegen am Schlossberg in Bopfingen. Das Naturschutzgebiet umfasst das Gipfelplateau und Teile des Nordhangs. Das ergänzende Landschaftsschutzgebiet umschließt das NSG fast vollständig und umfasst die West- und Osthänge sowie den unteren Teil des Nordhangs des Schlossbergs. Die Schutzgebiete liegen im Naturraum 102-Östliches Albvorland innerhalb der naturräumlichen Haupteinheit 10-Schwäbisches Keuper-Lias-Land.

## Schutzzweck
Schutzzweck des Naturschutzgebietes ist laut Schutzgebietsverordnung:
Der Erhalt und die Förderung eines landschaftlich herausgehobenen, vielfältigen, artenreichen Lebensraumkomplexes insbesondere mit Kalkmagerrasen, Hecken, Schotter- und Felsfluren, Wiesen und Gebüsch als Lebensräume vieler selten gewordener Tier- und Pflanzenarten, als typischem Relikt der historischen Kulturlandschaft mit ihrem charakteristischen Landschaftsbild und hoher landeskundlicher Bedeutung und als besonders abwechslungsreiches, reizvolles Landschaftsbild eines für die Erholung hochwertigen und schutzbedürftigen Raumes.
Schutzzweck des Landschaftsschutzgebiets ist:
die Sicherung, der Erhalt und die Entwicklung eines beispielhaften, landschaftstypischen Ausschnitts des württembergischen Riesrands zur Sicherung des Naturschutzgebiets, um die auf weitgehend extensiver Nutzung beruhende Nutzungsfähigkeit der Naturgüter zu erhalten und zu verbessern, insbesondere der extensiv genutzten Wiesen, Weiden und Gehölzstrukturen als Lebensraum einer durch seltene Arten gekennzeichneten Vogel- und Pflanzenwelt sowie als Gebiet, in dem zugleich die Frischluftentstehung geschützt wird. Außerdem soll die Vielfalt, Eigenart und Schönheit von Natur und Landschaft erhalten und gesteigert werden, teils aus ökologischen Gründen, teils wegen ihres besonderen Erholungswertes für die Allgemeinheit.